# Lasere cuantice în cascadă
Laserele cuantice în cascadă (engl. Quantum Cascade Lasers - QCLs) sunt lasere realizate cu dispozitive semiconductoare, ele emițând doar în anumite porțiuni ale spectrului electromagnetic, mai exact în infraroșu mediu și în infraroșu apropiat. Existența acestui tip de lasere a fost demonstrată pentru prima dată la Laboratoarele Bell de către Jerome Faist, Federico Capasso, Deborah Sivco, Carlo Sirtori, Albert Hutchinson și Alfred Cho în anul 1994.
Spre deosebire de laserele tipice interbandă cu semiconductoare, care emit radiații electromagnetice prin recombinarea perechilor electron-gol din banda materialului, laserele cuantice în cascadă sunt unipolare, iar emisia laser se realizează prin utilizarea tranzițiilor intersubbandă într-o stivă repetată de heterostructuri semiconductoare cuantice multiple; această idee a fost propusă pentru prima dată în lucrarea intitulată “Posibilitatea de amplificare a undelor electromagnetice într-un semiconductor folosind superstructuri și publicată de R. F. Kazarinov și R. A. Suris în anul 1971.

## Tranzițiile intersubbanda versus tranzițiile interbanda

Tranzițiile interbandă în laserele convenționale cu semiconductoare emit un singur foton.

Într-un cristal semiconductor, electronii pot ocupa o poziție într-una din cele două benzi continue de energie – banda de valență, care este puternic populată cu electroni de energie scăzută și banda de conducție, care este slab populată cu electroni de energie crescută. Cele două benzi energetice sunt separate printr-un spațiu liber de energie în care electronii nu pot ocupa nicio stare disponibilă permisă. Diodele laser cu semiconductoare convenționale generează lumină prin emisia unui singur foton, emisie ce are loc atunci când un electron de energie ridicată din banda de conducție se recombină cu un gol din banda de valență. Drept urmare, energia fotonului și lungimea de undă a emisiei diodelor laser este determinată de spațiul interbandă specific materialului folosit.
Cu toate acestea, un laser cuantic în cascadă nu utilizează materiale semiconductoare în regiunea sa optică activă. În schimb, cuprinde o serie periodică de straturi subțiri din diferite materiale, formând astfel o superstructură. Superstructura introduce un potențial electric reglabil pe întreaga lungime a dispozitivului, ceea ce înseamnă că există de asemenea o probabilitate diferită ca electronii să ocupe diferite poziții pe lungimea dispozitivului. Acest lucru este cunoscut ca fiind o limitare cuantică multiplă unidimensională și conduce la divizarea benzii de energii permise în mai mult subbenzi electronice discrete. Prin proiectarea adecvată a grosimilor stratului, este posibilă realizarea unei inversări de populație între două subbenzi din sistem, ea fiind necesară în vederea realizării emisiei laser. Deoarece poziția nivelurilor de energie în sistem este determinată în primul rând de grosimile stratului și nu de material, este posibilă reglarea într-o gamă largă a lungimii de undă a emisiei laserelor cuantice în cascadă în același material.

În structurile cuantice în cascadă, electronii sunt supuși unor tranziții intersubbandă în urma cărora sunt emiși fotoni. Electronii se deplasează către următoarea perioadă a structurii, iar procesul se repetă.

În diodele laser semiconductoare, electronii și golurile sunt anihilați după ce se recombină de-a lungul spațiului dintre cele două benzi și nu mai pot juca niciun rol viitor în generarea de fotoni. Totuși, într-un laser cuantic în cascadă unipolar, de îndată ce un electron a fost supus unei tranziții intersubbandă și a emis un foton într-o perioadă a superstructurii, se poate deplasa (tunela) către următoarea perioadă a structurii, acolo unde un alt foton poate fi emis. Acest proces, în care un singur electron cauzează emisia mai multor fotoni pe măsură ce traversează structura unui QCL (Quantum Cascade Laser – Laser Cuantic în Cascadă), dă naștere la denumirea de “în cascadă” din numele tipului de laser și face posibilă o eficiență cuantică mult mai mare decât unitatea, ceea ce conduce la puteri de ieșire mult mai mari decât în cazul diodelor laser semiconductoare.

## Principii de funcționare

### Ecuații specifice

Populațiile de subbandă sunt determinate de ratele de împrăștiere intersubbandă și de curentul de injecție sau de extracție.

În mod uzual, laserele cuantice în cascadă sunt bazate pe un sistem cu trei niveluri. Presupunând că formarea funcțiilor de undă este un proces rapid comparativ cu împrăștierea între stări, se pot aplica soluțiile independente de timp ale ecuației Schrödinger, iar sistemul poate fi modelat folosind ecuațiile specifice. Fiecare subbandă conține un număr de electroni {\displaystyle n_{i}} (unde {\displaystyle i} reprezintă index-ul subbenzii) ce se împrăștie între niveluri, având un timp de viață de {\displaystyle \tau _{if}} (reciproca ratei medii de împrăștiere subbandă {\displaystyle W_{if}}), unde {\displaystyle i} ți {\displaystyle f} sunt indicii subbenzii inițiale, respectiv finale. Presupunând că nu mai există și alte subbenzi populate, ecuațiile specifice pentru laserele de nivel trei sunt date de:
{\displaystyle {\frac {\mathrm {d} n_{3}}{\mathrm {d} t}}=I_{\mathrm {in} }+{\frac {n_{1}}{\tau _{13}}}+{\frac {n_{2}}{\tau _{23}}}-{\frac {n_{3}}{\tau _{31}}}-{\frac {n_{3}}{\tau _{32}}}}
{\displaystyle {\frac {\mathrm {d} n_{2}}{\mathrm {d} t}}={\frac {n_{3}}{\tau _{32}}}+{\frac {n_{1}}{\tau _{12}}}-{\frac {n_{2}}{\tau _{21}}}-{\frac {n_{2}}{\tau _{23}}}}
{\displaystyle {\frac {\mathrm {d} n_{1}}{\mathrm {d} t}}={\frac {n_{2}}{\tau _{21}}}+{\frac {n_{3}}{\tau _{31}}}-{\frac {n_{1}}{\tau _{13}}}-{\frac {n_{1}}{\tau _{12}}}-I_{\mathrm {out} }}
În starea de echilibru, derivatele de timp sunt egale cu zero, iar {\displaystyle I_{\mathrm {in} }=I_{\mathrm {out} }=I}. Ca urmare, ccuația specifică generală pentru electronii din subbanda i a unui sistem de nivel N va fi:
{\displaystyle {\frac {\mathrm {d} n_{i}}{\mathrm {d} t}}=\sum \limits _{j=1}^{N}{\frac {n_{j}}{\tau _{ji}}}-n_{i}\sum \limits _{j=1}^{N}{\frac {1}{\tau _{ij}}}+I(\delta _{iN}-\delta _{i1})},
Plecând de la premisa că procesele de absorbție pot fi ignorate (de exemplu, {\displaystyle {\frac {n_{1}}{\tau _{12}}}={\frac {n_{2}}{\tau _{23}}}=0}, valabilă la temperaturi scăzute), ecuația specifică de mijloc dă următorul rezultat:
{\displaystyle {\frac {n_{3}}{\tau _{32}}}={\frac {n_{2}}{\tau _{21}}}}
Prin urmare, în cazul în care {\displaystyle \tau _{32}>\tau _{21}} (adica {\displaystyle W_{21}>W_{32}}), atunci {\displaystyle n_{3}>n_{2}}  și va apărea o inversie de populație. Raportul populației este definit ca fiind:
{\displaystyle {\frac {n_{3}}{n_{2}}}={\frac {\tau _{32}}{\tau _{21}}}={\frac {W_{21}}{W_{32}}}}
Dacă se adună toate cele N ecuații specifice la starea de echilibru, tot ce este în partea dreaptă (membrul drept) devine zero, ceea ce înseamnă că sistemul este subdeterminat și nu se poate afla decât populația relativă a fiecărei subbenzi. Dacă densitatea totală a purtătoarelor din sistem, {\displaystyle N_{\mathrm {2D} }}, este de asemenea cunoscută, atunci populația absolută a purtătoarelor din fiecare subbandă poate fi determinată folosind următoarea expresie:
{\displaystyle \sum \limits _{i=1}^{N}n_{i}=N_{\mathrm {2D} }}.
Ca o aproximare, se poate presupune că toate purtătoarele din sistem sunt furnizate de dopaj. Dacă dopantul are o ionizare neglijabilă, atunci {\displaystyle N_{\mathrm {2D} }} este aproximativ egală cu densitatea de dopaj.

Funcțiile de undă ale unui electron se repetă în fiecare perioadă corespunzătoare regiunii active a laserului cuantic în cascadă cu trei niveluri. Nivelul superior al laserului este afișat în imagine ca fiind îngroșat.

### Modele ale zonei active
Ratele de împrăștiere sunt adaptate în funcție de proiectarea adecvată a grosimilor stratului din superstructură, ceea ce determină funcțiile de undă (aferente unui electron) ale subbenzilor. Rata de împrăștiere dintre două subbenzi depinde în mare masură de suprapunerea funcțiilor de undă și de spațiul energetic dintre subbenzi. Figura din stânga paginii prezintă funcțiile de undă dintr-o regiune activă cu 3 niveluri cuantice.
Pentru a micșora valoarea {\displaystyle W_{32}}, se reduce suprapunerea nivelelelor laser superioare și inferioare. Acest lucru este adesea realizat prin proiectarea grosimilor stratului astfel încât nivelul laser superior să fie în cea mai mare parte localizat în partea stângă a regiunii active, iar funcția de undă a nivelului laser inferior în părțile centrală și dreaptă ale regiunii active. Acest lucru este cunoscut sub numele de tranziție diagonală. În schimb, o tranziție verticală apare atunci când nivelul laser superior este preponderent localizat în părțile centrală și dreaptă ale regiunii active. Astfel, se mărește suprapunerea, precum și {\displaystyle W_{32}}, ceea ce reduce inversia populației, dar crește puterea tranziției radiative și implicit câștigul.
Pentru a crește valoarea {\displaystyle W_{21}}, nivelul laser inferior și funcțiile de undă corespunzătoare nivelului de masă sunt concepute astfel încât să aibă o suprapunere bună, iar pentru a crește și mai mult {\displaystyle W_{21}}, spațiul energetic dintre subbenzi este conceput astfel încât să fie egal cu energia fononică longitudinală optică (FO)]] (~36 meV în GaAs); acest ultim efect are loc pentru ca împrăștierea electron-fononică LO rezonantă să poată depopula rapid nivelul laser inferior.

## Sisteme materiale
Primul laser cuantic în cascadă a fost fabricat în sistem mateial InGaAs/InAlAs potrivit din punct de vedere structural la un substrat de InP.  Acest sistem material special are un offset al benzii de conducție (mai exact, adâncimea cuantică) de 520 meV. Aceste dispozitive bazate pe InP au atins nivele foarte ridicate de performanță în intervalul spectral infraroșu mediu, atingând emisii de unde active de mare putere.
În 1998, laserele cuantice în cascadă cu GaAs/AlGaAs au fost demonstrate de Sirtori, demonstrând că noțiunea de cuantificare în cascadă nu se limitează la un singur sistem material. Acest sistem material are o adâncime cuantică variabilă ce depinde de cantitatea de aluminiu din bariere. Deși laserele cuantice în cascadă bazate pe GaAs nu au ajuns la nivelele de performanță în infraroșu mediu ale celor bazate pe InP, acestea s-au dovedit a avea un succes de excepție în regiunea spectrală a frecvențelor de ordinul THz-ilor.
Limita lungimii scurte de undă a laserelor cuantice în cascadă este determinată de adâncimea cuantică; recent, pentru a obține emisii de lungimi scurte de undă, aceste tipuri de lasere au fost dezvoltate în sisteme de materiale cu sonde cuantice foarte adânci. Sistemul material InGaAs/AlAsSb are sonde cuantice de 1.6 eV adâncime și a fost utilizat pentru a fabrica lasere cuantice în cascadă ce emit lungimi de undă de 3 μm. QCL-urile bazate pe InAs/AlSb au sonde cuantice de 2.1 eV adâncime, electroluminiscența lor având lungimi de undă de până la 2.5 μm.
Laserele cuantice în cascadă pot permite totodată funcționarea laserului și în materiale considerate în mod tradițional a avea proprietăți optice slabe. Materialele cu spațiu de bandă indirect, de exemplu siliciul, au energii minime ale electronilor și ale golurilor la diferite impulsuri. Pentru tranziții optice interbandă, purtătoarele schimbă impulsul printr-un proces de împrăștiere lent, intermediar, reducând drastic intensitatea emisiei optice. Pe de altă parte, tranzițiile optice intersubbandă sunt independente de impulsul relativ al benzilor de conducție și de valență; tocmai din acest motiv au fost făcute propuneri teoretice pentru emițătoare cuantice în cascadă bazate pe Si/SiGe.

## Emisia lungimilor de undă
Laserele cuantice în cascadă acoperă în prezent gama de lungimi de undă 2.75–250 µm, existând posibilitatea extinderii până la 355 µm în cazul aplicării unui câmp magnetic.

## Ghiduri de undă optice

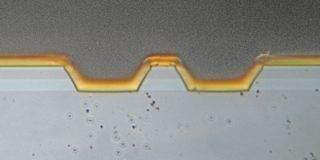
Vedere din perspectivă a unei fațete cuantice în cascadă cu ghid de undă crestat. Culoarea gri întunecat: substratul de InP, culoarea gri deschis: straturile cuantice în cascadă, negrul: dielectricul, auriul: stratul de aur; o creastă are o lățime aproximativă de 10 μm

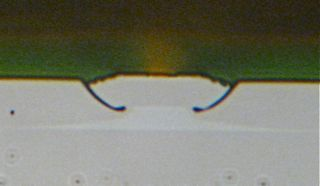
Vedere din perspectivă a unei fațete cuantice în cascadă cu ghid de undă cu heterostructură îngropată. Culoarea gri-verzuie: substratul de InP, culoarea gri deschis: straturile cuantice în cascadă, negrul: dielectricul; heterostructura are o lățime aproximativă de 10 μm

Primul pas în procesul de prelucrare a unui material cuantic în cascadă cu câștig, pentru a face un dispozitiv util de emitere a luminii, este de a limita/bloca mediul de câștig într-un ghid de undă optic. Acest lucru face posibilă direcționarea luminii emise într-un fascicul colimat și permite construirea unui rezonator laser în așa fel încât lumina să poată fi din nou cuplată în mediul de câștig.
În uz comun sunt două tipuri de ghiduri de undă optice. Un ghid de undă crestat este creat prin gravarea unor șanțuri paralele în materialul cuantic în cascadă cu câștig (cu scopul de a crea o bandă izolată de material cuantic în cascadă), șanțuri ce au o lățime de aproximativ 10 μm și o lungime de câțiva mm. De obicei, în acele șanțuri se depozitează un material dielectric al cărui rol este acela de a ghida curentul injectat în creastă, după care întreaga creastă este acoperită cu aur pentru a asigura contact electric și pentru a ajuta la eliminarea căldurii din creastă atunci când aceasta din urmă emite lumină. Lumina este emisă prin deschizăturile ghidului de undă, având o suprafață activă de doar câțiva micrometri în dimensiune.
Al doilea tip de ghid de undă este o heterostructură îngropată. Și în acest caz, materialul cuantic în cascadă este gravat pentru a produce o creastă izolată. În schimb însă, peste creastă “se cultivă” un nou material semiconductor. Schimbarea indicelui de refracție dintre materialul cuantic în cascadă și materialul semiconductor “supracrescut” este suficientă pentru a crea un ghid de undă. Materialul dielectric este de asemenea depus peste materialul “supracrescut”, în jurul crestei, pentru a ghida curentul injectat în mediul de câștig cuantic în cascadă. Ghidurile de undă cu heterostructură îngropată sunt eficiente în eliminarea căldurii din zona activă atunci când este produsă lumină.

## Tipuri de lasere
Deși mediul de câștig cuantic în cascadă poate fi folosit într-o configurație superluminescentă pentru a produce lumină incoerentă, el este cel mai frecvent utilizat în combinație cu o cavitate optică pentru a forma un laser.

### Lasere Fabry-Pérot
Acestea sunt cele mai simple lasere cuantice în cascadă. În primul rând, pentru a forma mediul de câștig, se realizează un ghid de undă optic din material cuantic în cascadă. Capetele dispozitivului semiconductor cristalin sunt apoi despicate pentru a forma două oglinzi paralele la fiecare capăt al ghidului de undă, realizând astfel un rezonator Fabry-Pérot. Reflexia reziduală pe fațetele despicate din interfața semiconductor – aer este suficientă pentru a crea un rezonator. Laserele cuantice în cascadă Fabry-Pérot sunt capabile să producă puteri mari, însă la curenți mari de funcționare, sunt de obicei multi-mod. Lungimea de undă poate fi schimbată în principal prin modificarea temperaturii dispozitivului cuantic în cascadă..

### Lasere cu feedback distribuit
Un laser cuantic în cascadă cu feedback distribuit  este similar unui laser Fabry-Pérot, cu excepția unui reflector Bragg distribuit, construit pe partea de sus a ghidului de undă pentru a preveni emisia la o altă lungime de undă decât cea dorită. Acest lucru obligă funcționarea laserului doar în mod single, chiar și la curenți de operare mai ridicați. Astfel de lasere pot fi reglate în principal prin schimbarea temperaturii, deși o variantă interesantă de reglare poate fi obținută prin pulsarea unui laser DFB. În acest fel, lungimea de undă a laserului este “ciripită” rapid pe parcursul unui puls, ceea ce permite scanarea cu rapiditate a unei regiuni spectrale.

### Lasere cu cavitate externă

Schema unui dispozitiv cuantic în cascadă aflat într-o cavitate externă, cu feedback-ul optic selectiv de frecvență furnizat de rețeaua de difracție în configurație Littrow.

Într-un laser cuantic în cascadă cu cavitate externă, dispozitivul cuantic în cascadă servește pe post de mediul de câștig pentru laser. Una sau ambele fațete ale ghidului de undă are/au un strat anti-reflexie ce învinge acțiunea cavității optice a fațetelor despicate. În exteriorul dispozitivului cuantic în cascadă, câteva oglinzi sunt aranjate într-o anumită configurație pentru a crea cavitatea optică.
Dacă un element selectiv de frecvență este inclus în cavitatea externă, este posibil să se reducă emisiile laser la o singură lungime de undă și chiar să se regleze și radiația. De exemplu, grilajele de difracție au fost folosite pentru a crea un laser reglabil ce poate acorda mai mult de 15% din lungimea sa de undă centrală.

## Progresul
Structurile alternante ale celor două materiale semiconductoare care formează heterostrucura cuantică pot fi “cultivate” pe un substrat folosind o varietate de metode, cum ar fi epitaxia fasciculului molecular (MBE), epitaxia fazei vaporilor metalorganici (MOVPE) sau depunerea chimică de vapori metalorganici (MOCVD).

## Aplicații
Laserele cuantice în cascada au fost comercializate pentru prima dată în anul 2004, and broadly-tunable external cavity quantum cascade lasers first commercialized in 2006.  iar cele cu cavitate externa în 2006. Ieșirea optică de mare putere, gama de reglaj și funcționarea la temperatura camerei fac ca laserele cuantice în cascadă să fie utile pentru aplicații spectroscopice, precum teledetecția gazelor și a poluanților din atmosferă și din mediul înconjurător, precum și securitatea casnică. Acestea pot fi folosite și pentru controlul vitezei de croazieră a vehiculelor în condiții de vizibilitate redusă, pentru radare de evitare a coliziunii, pentru controlul proceselor industriale și în diagnosticarea medicală, precum analizoarele de respirație.  Laserele cuantice în cascadă sunt de asemenea utilizate pentru a studia chimia plasmei.
Gama lor dinamică largă, sensibilitatea excelentă și funcționarea în condiții de siguranță combinate cu fiabilitatea remarcabilă ar trebui să depășească foarte ușor multe dintre obstacolele tehnologice care împiedică existența acestei tehnologii pe piață. Atunci când este utilizată în sisteme multi-laser, spectroscopia intrapulsatorie a laserelor cuantice în cascadă oferă o acoperire spectrală largă, ce poate fi folosită pentru a identifica și cuantifica molecule grele complexe, precum acelea din produsele chimice toxice ori explozive sau din droguri.
Emisia nedirijată a unor astfel de lasere în fereastra atmosferică de 3 – 5 μm ar putea fi folosită ca o alternativă mai ieftină la fibrele optice folosite pentru accesul la internet de mare viteză din zonele urbanizate.